# Secale
Secale es un género de plantas herbáceas de la familia de las gramíneas o poáceas.  Es originario de la región del Mediterráneo, este de Europa hasta centro de Asia y Sudáfrica. 

## Etimología
El género tiene el nombre del latín clásico para el centeno o espelta. 

## Especies
| - Secale aestivum - Secale afghanicum - Secale africanum - Secale anatolicum - Secale ancestrale - Secale arundinaceum - Secale barbatum - Secale bromoides - Secale campestre - Secale cereale - Secale chaldicum - Secale ciliatoglume - Secale compositum - Secale creticum | - Secale dalmaticum - Secale daralagesi - Secale derzhavinii - Secale dighoricum - Secale fragile - Secale glaucum - Secale hirtum - Secale hybernum - Secale iranicum - Secale kuprijanovi - Secale kuprijanovii - Secale leptorhachis - Secale montanum - Secale orientale | - Secale prostratum - Secale pumilum - Secale pungens - Secale reptans - Secale segetale - Secale sibiricum - Secale spontaneum - Secale strictum - Secale sylvestre - Secale triflorum - Secale turkestanicum - Secale vavilovii - Secale vernum - Secale villosum |